# Decembergatans hungriga andar
Decembergatans hungriga andar är en roman från 2009 skriven av Ulrika Lidbo. Den handlar om den fjortonåriga Jenny som tycker att hon är tjock och bestämmer sig för att gå ner i vikt, och så småningom utvecklar bulimi.

## Handling
Boken har fyra delar:
Del 1: Jenny ska bo hos sin vuxna storasyster Mathilde i Stockholm under sommarlovet. Hon tycker att hon är fet och ful, särskilt i jämförelse med sina kompisar. Hon bestämmer sig för att banta, tio kilo tills sommarlovet är slut och hon ska börja åttan. Hon äter nästan ingenting. När hon flyttar hem till sina föräldrar i Skåne igen kommer hon på att hon istället kan trycka i sig mat och kräkas efteråt. Hon gör det trots ångesten hon känner efteråt.
Del 2: Jenny börjar åttan och alla i skolan tycker att hon är jättesmal. Jenny tycker dock att hon fortfarande är tjock, men istället för att svälta sig själv äter hon jättemycket och kräks sedan. Hon lär känna den några år äldre Betty och Betty kan massor av tricks. Som att kaffe höjer ämnesomsättningen och rökning dämpar aptiten. Av Betty lär sig Jenny att använda laxermedel och powerwalka i flera timmar. Det går utför för Jenny, hon tappar vikt och det går sämre i skolan. Hon och Betty hittar på nya bantningskurer som ska motväga de enorma mängder mat som de annars äter. Till sist blir Betty riktigt sjuk och åker in på sjukhus, där hon skriver ett brev till Jennys föräldrar och ber dem hjälpa Jenny. Betty dör sedan av undernäring.
Del 3: Jenny är arg på Betty men saknar och sörjer henne samtidigt. Efter nyårsskiftet fortsätter Jenny med att äta och kräkas, och hon börjar skära sig. Hon mår sämre och sämre, och hamnar sedan på sjukhus. När hon blivit så pass frisk att hon kan lämna sjukhuset börjar kampen mot ätstörningen och hon får gå i terapi. När det blir sommarlov åker hela familjen upp till Mathilde. Jenny är dock ännu inte frisk, hon häller exempelvis ut hälften av sina näringsdrycker. Jenny hamnar i konflikt med sina föräldrar men fortsätter i terapin och börjar tillfriskna.
Del 4: Jenny börjar nian och har börjat bli bra igen. I skolan träffar hon Noëlle, som tidigare hade en ätstörning och som Jenny i hemlighet såg upp till. Noëlle ser nu frisk och stark ut, och det blir en chock för Jenny när hon inser att man kan komma tillbaka på det sättet. Jenny bestämmer sig för att duka fram en sista festmåltid, hennes och Bettys ord för de måltider när de vräkte i sig och spydde.